# Archiac
 Archiac  es una población y comuna francesa, en la región de Poitou-Charentes, departamento de Charente Marítimo, en el distrito de Jonzac y cantón de Archiac.

## Demografía
| 813 | 856 | 890 | 868 | 837 | 864 |
| Para los censos de 1962 a 1999 la población legal corresponde a la población sin duplicidades (Fuente: INSEE [Consultar]) |     |     |     |     |     |

## Monumentos y lugares de interés
- Dolmen situado en las proximidades de Lavaure
- Château del siglo IX (rehabilitada en el siglo XI), que destaca por las capillas de Notre-Dame et Saint-Martin
- Puente de 1830